# Tenacious D (série de televisão)
Tenacious D: The Greatest Band on Earth foi uma série de televisão transmitida pela HBO em 1997, 1999 e 2000, que consistia em relatos ficcionais da banda Tenacious D, que é composta por Jack Black e Kyle Gass. Todos os episódios da série estão disponíveis no DVD The Complete Master Works de Tenacious D, lançado em 2002.
A série incluía muitas canções que foram depois gravadas nos dois álbum de estúdio da banda, Tenacious D (2001) e The Pick of Destiny (2006).

## Disputa com a HBO
De acordo com Kyle Gass, a HBO ofereceu ao Tenacious D um contrato para fazer dez episódios, mas ao aceitá-lo teriam que renunciar ao papel de produtores executivos. Gass e Black decidiram então fazer um filme em vez de dar à HBO controlo criativo sobre o Tenacious D, e fizeram Tenacious D in: The Pick of Destiny.

## Episódios
Os episódios eram compostos por dois shorts, apresentados consecutivamente. No total, a duração era de 23 minutos. Todos os episódios combinados podem ser vistos no DVD The Complete Master Works, com uma duração de 70 minutos.
| No. | Título | Diretor     | Data de exibição original |
| --- | --- | ----------- | ------------------------- |
| 1.1 | The Search for Inspirado | Tom Gianas  | 28 de novembro de 1997    |
| 1.1 | Depois de um show de sucesso na noite de microfone aberto, o anfitrião, Paul F. Tompkins, pede ao Tenacious D para tocar uma nova canção. A banda procura inspiração, mas não consegue nada. A pressão disso leva à separação da banda. A separação da banda torna-se na inspiração para a nova canção. |             |                           |
| 1.1 | Canções apresentadas: - "History" (lançada no álbum The Pick of Destiny) - "Rocket Sauce" - "Bowie" - "Kyle Quit the Band" (lançada no álbum Tenacious D, versão alternativa lançada no EP D Fun Pak) |             |                           |
| 1.2 | Angel in Disguise | Tom Gianas  | 28 de novembro de 1997    |
| 1.2 | Jack se apaixona por uma garota chamada Flarna, e confessa seu amor por ela a Kyle. Kyle é então visto com Flarna, e Jack usa karate nele. Durante sua luta, Flarna é levado por um ladrão armado que atira em Jack, mas Kyle mergulha na frente da bala. Kyle é então visto deitado, imóvel. Enquanto Jack canta sobre a sua perda, Kyle reaparece, e na canção atribui sua sobrevivência a um grande medalhão de amizade que Jack lhe havia dado. |             |                           |
| 1.2 | Canções apresentadas: - "The Sex Song/Sex Supreme" (lançada no álbum Tenacious D como "Double Team") - "Florna" - "You Broke the Rules" (lançada no álbum Tenacious D como "Karate") - "Kyle Took a Bullet for Me" |             |                           |
| 2.1 | Death of a Dream | Tom Gianas  | 27 de novembro de 1999    |
| 2.1 | Após mais uma noite de microfone aberto, a banda anuncia um evento de assinatura de T-shirts. Quando ninguém aparece para a sessão de autógrafos, o par tem uma chance de falar com o dono da loja, Capitão Ed (Ernest M. Garcia), que convence o duo que acreditar que eles poderiam ser estrelas do rock é como acreditar no Pé-grande. A banda quase desiste do seu sonho, mas é salva quando eles descobrem que o Pé-grande existe. |             |                           |
| 2.1 | Canções apresentadas: - "Cosmic Shame" - "Kielbasa" (lançada no álbum Tenacious D) - "Sasquatch" |             |                           |
| 2.2 | The Greatest Song in the World | Troy Miller | 27 de novembro de 1999    |
| 2.2 | Um escritor (Scott Adsit) se muda para o apartamento ao lado do Tenacious D, e quando estes iniciam seus rituais pré-show, seu novo vizinho fica extremamente incomodado. Ele chama a polícia, e o Tenacious D então cantam sua canção "Tribute", para explicar o seu lado da história. |             |                           |
| 2.2 | Canções apresentadas: - "Tribute" (versão revisada lançada no álbum Tenacious D) |             |                           |
| 3.1 | The Fan | Tom Gianas  | 15 de março de 2000       |
| 3.1 | Após atuar numa noite de microfone aberto, Black estupidamente lança sua palheta para a multidão e não pode mais continuar o show sem ela. Depois do show, Lee (JR Reed) dá-lhes a palheta e divulga a informação no seu site de fãs. o Tenacious D vão imediatamente dar uma olhada, e se tornam stalkers de Lee. Eles invadem sua casa e cantam uma canção para ele, intitulada "Lee", e no final do episódio eles são todos amigos novamente, e juntos cantam a música "Special Thing" numa noite de microfone aberto. |             |                           |
| 3.1 | Canções apresentadas: - "Explosivo" (lançada no álbum Tenacious D, versão alternativa lançada no EP D Fun Pak) - "Lee" (versão revisada lançada no álbum Tenacious D) - "Special Thing" |             |                           |
| 3.2 | Road Gig | Tom Gianas  | 15 de março de 2000       |
| 3.2 | O anfitrião da noite microfone aberto, Paul F. Tompkins, informa o Tenacious D que seu irmão precisa de algumas bandas para atuar no seu novo clube. Ele a convida o Tenacious D a ir, e eles fazem-se à estrada (embora o clube fique no fundo da rua). A caminho do show, um inseto atinge o para-brisas do carro, e não há nenhum fluido de limpeza. Procurando um lugar para se reabastecer de fluido de limpeza, a banda chega ao "Jesus Ranch", um rancho onde uma seita está vivendo. Como a filosofia da seita é que sempre que você produz fezes, você se separa de uma parte de sua alma, todos no rancho enterram suas "merdas", como diz Black. Devido a isso, o departamento de saúde chega ao rancho e ordena a todos que evacuem imediatamente. Os membros do culto estão prontos para um confronto, e o Tenacious D é forçado a ficar. Os funcionários do departamento de saúde decidem então tocar música alta, e o Tenacious D entra numa batalha de bandas. Eles ganham, e conseguem chegar a tempo ao clube. |             |                           |
| 3.2 | Canções apresentadas: - "Warning" - "The Road" - primeira metade durante o episódio, segunda metade durante os créditos (lançada no álbum Tenacious D) - "History" (lançada no álbum The Pick of Destiny) - "Jesus Ranch" (versão demo lançada no EP D Fun Pak) |             |                           |